# Star Wars: TIE Fighter
Star Wars: TIE Fighter, meglio noto come TIE Fighter, è un videogioco di fantascienza pubblicato da LucasArts nel 1994 per MS-DOS, ambientato nell'universo di Guerre stellari. Questo simulatore di volo spaziale è il seguito ideale di Star Wars: X-wing. In questo titolo il giocatore pilota i caccia TIE dell'Impero, in una serie di campagne.

## Trama
Il gioco è ambientato nel periodo di tempo che va dalla battaglia di Hoth, vista all'inizio di L'Impero colpisce ancora, e la battaglia di Endor presente alla fine di Il ritorno dello Jedi. Il giocatore progredisce nella propria carriera completando missioni di diverso tipo, come ad esempio scortare degli alleati o distruggere i nemici. Le ambientazioni sono diverse: si passa dalla difesa di un cantiere per creazione di una nuova base, a missioni contro l'Alleanza Ribelle, fino a battaglie contro pirati spaziali. In una serie di missioni il giocatore deve anche dare la caccia a un ammiraglio rinnegato, Zaarin, che ha preso il controllo delle migliori tecnologie spaziali dell'Impero. Zaarin e altri personaggi del gioco fanno parte dell'Universo espanso di Guerre stellari.
Come specificato in The Stele Chronicles e nella guida strategica al gioco, il personaggio interpretato dal giocatore è Maarek Stele, ripreso diverse volte nell'Universo espanso. Il nome del personaggio tuttavia può essere scelto dal giocatore all'inizio del gioco. Grazie ai successi riportati, Marek alla fine del gioco diventa The Emperor's Reach, un agente di alto livello nei servizi segreti dell'Imperatore Palpatine.
Tra gli incontri notevoli si possono citare l'Imperatore Palpatine a cui il giocatore fa da scorta, Dart Fener con cui vola in una particolare missione, e l'ammiraglio Thrawn, capo della flotta nelle ultime missioni.

### Le campagne
Il gioco originale contiene 7 campagne (chiamate Battle, "battaglie"), composte ciascuna da circa 5-6 missioni:
- Aftermath of Hoth, in cui si combattono i ribelli fuggiti da Hoth
- The Sepan Civil War, in cui l'Impero fa da mediatore in una guerra civile
- Battle on the Frontier, per stabilire un nuovo avamposto spaziale
- Conflict at Mylok IV, una battaglia contro i pirati
- Battle for Honor, la caccia a un ufficiale rinnegato
- Arms race, in cui Zaarin sviluppa una nuova tecnologia
- Treachery at Ottega, dove bisogna sedare una rivolta di imperiali traditori

L'espansione Defender of the Empire è composta dalle campagne:
- Strategic Warfare, in cui Zaarin tenta dei sabotaggi
- T/D Technology, il pilota deve difendere la tecnologia del TIE Defender
- New threats, il contrattacco verso Zaarin

Le ultime 3 campagne sono presenti nell'espansione Enemies of the Empire:
- Hunt for Zaarin, la caccia a Zaarin sotto il comando di Thrawn
- Prelude to Endor, in cui si investiga sui bothan
- The Emperor's will, la preparazione alla battaglia di Endor

## Modalità di gioco
Le missioni si svolgono soltanto nello spazio aperto, in assenza di gravità. La visuale è in prima persona, ma è possibile anche passare a una visuale esterna. All'interno della cabina di pilotaggio è presente un classico HUD, che rappresenta l'interno del velivolo ed è diverso per ogni tipo di caccia, tramite il quale si possono controllare i livelli energetici dei diversi sistemi: armi, motori e scudi (se presenti). Due schermi radar circolari mostrano rispettivamente la presenza di oggetti davanti e dietro al caccia. L'HUD permette anche di esaminare velivoli e strutture nemici o alleati e, contrariamente a X-Wing, di selezionare diverse componenti delle astronavi maggiori in modo da effettuare attacchi mirati, ad esempio ai generatori degli scudi o ai sistemi d'arma.
Durante le missioni è possibile visualizzare una mappa tridimensionale del campo di battaglia, con il gioco in pausa, in modo da studiare le possibili tattiche utilizzabili. La frequente presenza di una propria squadriglia di caccia, comandati dal computer, consente di impartire a loro ordini per migliorare l'andamento della missione, ad esempio attaccare uno specifico bersaglio.
Le missioni consistono in due parti: obiettivi primari necessari per proseguire nel gioco, obiettivi secondari e obiettivi bonus (sconosciuti finché non si raggiungono) utili per crescere di grado nel servizio segreto dell'imperatore. Alcune missioni sono sotto il diretto comando del servizio segreto, quindi obiettivi primari e secondari coincidono. Alcune campagne sono giocabili in contemporanea, mentre altre, necessarie per lo svolgimento della trama, devono essere giocate in successione.
Sequenze animate e parlate di intermezzo collegano le diverse campagne, presentando la nuova ambientazione o introducendo nuovi elementi per la storia.
Dal menù principale del gioco, rappresentato dall'interno di un'astronave, si può accedere oltre che alla sezione delle missioni anche a stanze virtuali in cui è possibile vedere i dettagli tecnici delle navi del gioco (pilotabili o avversarie), rigiocare missioni già completate, addestrarsi nella guida di un caccia attraverso un percorso a ostacoli o rivedere missioni registrate in precedenza, come se fossero dei filmati.

### Navi e armamenti
In ciascuna missione il giocatore pilota un particolare caccia, predefinito tra i seguenti:
- Caccia TIE, il classico caccia visto nei film, normalmente dotato solo di due laser
- Intercettore TIE, un caccia veloce dotato di quattro laser
- Bombardiere TIE, il bombardiere visto nel campo di asteroidi di L'Impero colpisce ancora, dotato di due laser e due lanciatori di testate esplosive.
- Assault Gunboat (cannoniera d'assalto), un caccia ibrido usato per missioni di interdizione e per catturare avversari, dotato di due cannoni laser, due ionici, due lanciatestate, scudi protettivi e l'iperguida. I cannoni ionici sono in grado di immobilizzare gli avversari senza distruggerli, l'iperguida consente di saltare nell'iperspazio ovvero in pratica di fuggire dalla missione in corso.
- TIE advanced, versione migliorata e schermata del caccia guidato da Dart Fener nel primo Guerre stellari; è dotato di quattro cannoni laser, scudi e iperguida
- TIE defender, una versione migliorata dei precedenti caccia, è armato di quattro cannoni laser e due ionici, inoltre possiede anche gli schermi e l'iperguida. Compare nelle campagne più avanzate, come un nuovo prototipo introdotto dall'Impero.
- Missile Boat (aggiunta nell'espansione Defender of the Empire), una Assault Gunboat modificata in modo da trasportare decine di missili, armata di un solo cannone laser ma con l'aggiunta di due coppie di lanciamissili; nel gioco è presente anche il booster che permette di aumentarle la velocità per qualche minuto.

Le testate, in quantità limitata, possono essere di diversi tipi selezionabili a inizio missione. Quelle meno potenti sono più agili, con maggiori capacità di inseguimento del bersaglio, e viceversa. Affinché una testata riesca a inseguire efficacemente un bersaglio, è necessario tenerlo inquadrato nel mirino frontale per alcuni secondi prima di lanciare (questo vale anche per i nemici che lanciano testate al giocatore).
Gli scudi, finché hanno energia sufficiente, consentono di sopportare colpi senza subire danni ai sistemi e infine distruzione; in caso di emergenza, l'energia dei laser si può trasferire agli scudi o viceversa. Entrambe le energie si ricaricano lentamente col tempo.
Tra le navi contro cui si deve combattere, o che si hanno come alleate, ci sono molti tipi di caccia e mezzi di dimensioni maggiori, fino alle grandi astronavi madre, nonché mezzi civili e strutture spaziali immobili. Sono presenti anche alcune navi viste nei film, come corvette corelliane, incrociatori imperiali, incrociatori mon calamari e trasporti corelliani come il Millennium Falcon.

## Espansioni e riedizioni
Oltre al gioco principale furono sviluppate due espansioni, sempre su floppy: Defender of the Empire e Enemies of the Empire, ciascuna delle quali aggiunge tre campagne, e la prima aggiunge anche un nuovo veicolo pilotabile.
Nel 1995 venne pubblicata una Collector's CD-ROM Edition, che comprendeva il gioco originale e le precedenti espansioni. Questa edizione è la prima su CD-ROM e disponibile anche per Mac OS 8; aggiunge migliorie grafiche (la risoluzione è portata a 640x480) e voce digitalizzata a gran parte dei dialoghi.
Nel 1998 la LucasArts pubblicò una versione migliorata per Windows 95, basata sul motore grafico di Star Wars: X-Wing vs. TIE Fighter, all'interno del titolo X-Wing Collector's Series. Questa versione abbandona però il supporto per pilotare con il mouse e richiede un joystick.

## Profilo tecnico
La versione originale aveva un motore grafico che si distingueva da quello del precedente Star Wars: X-Wing. Oltre al miglior livello di dettaglio, è utilizzato un sistema per la resa delle superfici chiamato gouraud shading, mentre nella versione Collector's series le superfici utilizzano il texture mapping grazie al motore grafico di X-Wing vs TIE Fighter.